# Hrabun, Rokîtne
Hrabun (în ucraineană Грабунь) este un sat în comuna Berezove din raionul Rokîtne, regiunea Rivne, Ucraina.

## Demografie
Componența lingvistică a localității Hrabun
     Ucraineană (99,68%)
     Alte limbi (0,32%)
Conform recensământului din 2001, majoritatea populației localității Hrabun era vorbitoare de ucraineană (99,68%), existând în minoritate și vorbitori de alte limbi.